# Will Self

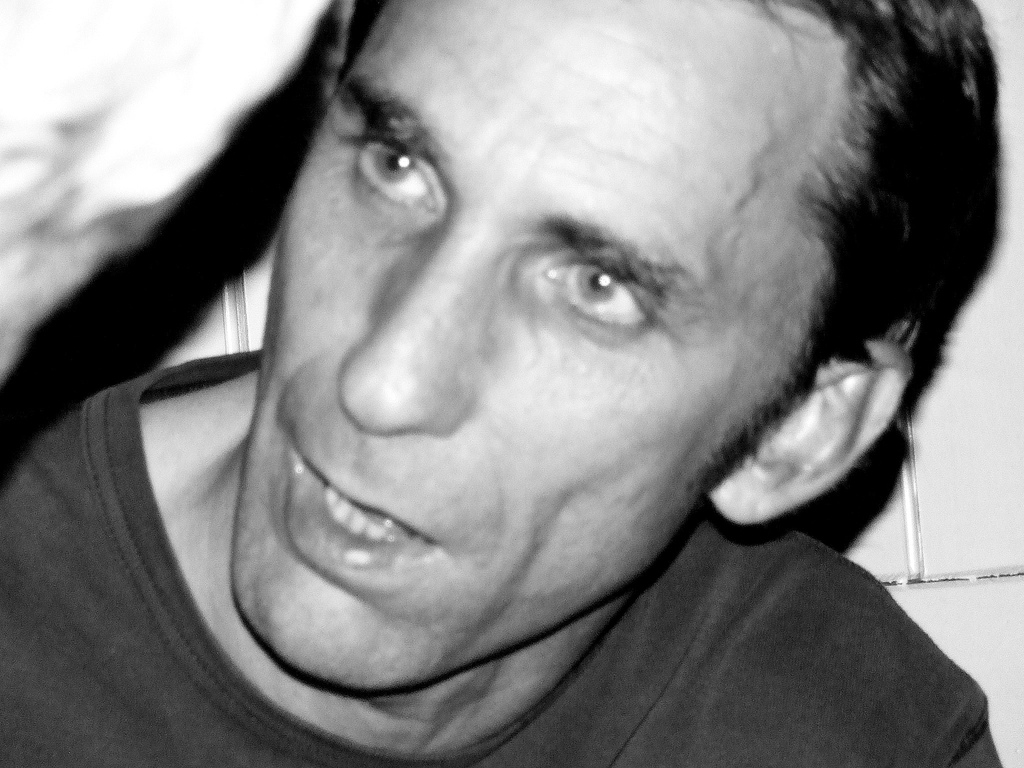
Will Self beim Humber-Mouth-Festival 2007

Will Self (* 26. September 1961 in London) ist ein britischer Schriftsteller und Journalist. Sein Werk wird als satirische, groteske und fantastische Literatur angesehen.

## Leben
Self studierte Philosophie am Exeter College in Oxford und ist Schriftsteller, Kritiker, Zeichner und Journalist. Er arbeitete für Zeitungen, Radio und Fernsehen. Self war bekannt für seine Drogenskandale und seine Stadtwanderungen; er war Mitglied der Punkband The Abusers. Sein Roman Umbrella stand 2012 auf der Shortlist des Booker Prize.

## Werke

### Romane
- The Sweet Smell Of Psychosis, 1991
- Cock & Bull, List Verlag, München 1994, ISBN 3-471-78645-7, Cock and Bull, 1992
- Spass, Luchterhand Literaturverlag, München 1997, ISBN 3-630-86958-0, My Idea of Fun, 1993
- Die schöne Welt der Affen, Luchterhand Literaturverlag, München 1998, ISBN 3-630-86988-2, Great Apes, 1997
- Wie Tote leben. Aus dem Englischen von Klaus Berr, Luchterhand Literaturverlag, München 2002, ISBN 3-630-87114-3, How the Dead Live, 2000
- Dorian, Berlin Verlag, Berlin 2007, ISBN 3-8270-0615-5, Dorian, 2002
- The Book of Dave, 2005
- Die Kippe, Berlin Verlag, Berlin 2011, ISBN 978-3-8270-0851-0, The Butt, 2008
- Regenschirm. Aus dem Englischen von Gregor Hens, Hoffmann und Campe, Hamburg 2014, ISBN 978-3455404623, Umbrella, London 2012
- Leberknödel. Aus dem Englischen von Gregor Hens, Hoffmann und Campe, Hamburg 2015. ISBN 978-3-455-40464-7, Liver, London 2008
- Shark. Aus dem Englischen von Gregor Hens, Hoffmann und Campe, Hamburg 2016. ISBN 978-3-455-40545-3, Shark, London 2014
- Phone. London : Viking, 2017[1]

### Kurzgeschichtensammlungen
- Slump, 1985
- Die Quantitätstheorie des Irrsinns. Aus dem Englischen von Klaus Berr, Literaturverlag Luchterhand, München 1999, ISBN 3-630-87040-6, The Quantity Theory of Insanity, 1991
- Das Ende der Beziehung, Rowohlt, Reinbek 1999, ISBN 3-499-22418-6, Grey Area: And Other Stories, 1994
- Tough, Tough Toys for Tough, Tough Boys, 1998
- Dr Mukti and Other Tales of Woe, 2004
- Short Stories, 2007
- The Undivided Self: Selected Stories, 2007

### Sachbücher
- Junk mail, 1995
- Nicola Hicks, 1998
- The Idler 25: Man’s Ruin: for Those Who Live to Loaf, 1999
- Sore Sites, 2000
- Spacebomb: Martin Richardson Holographics – 1980–2000, 2000
- Perfidious Man, 2000
- Feeding Frenzy, 2001
- Psychogeography, 2007

### Essay
- The novel is dead (this time it's for real), The Guardian, 3. Mai 2014
  - Der Roman ist tot, Übersetzung Bettina Abarbanell, in: Literarische Welt, 24. Mai 2014, S. 3f.

## Preise
- Vorgeschlagen für den John Lllewelyn Rhys Prize 1992
- Geoffrey Faber Memorial Prize 1993
- Best Young British Novelists 1993
- Vorgeschlagen für den Whitbread Prize 2000